# St. Bartholomäus (Anhausen)
St. Bartholomäus war eine Kirche in Anhausen. Sie lag in einem Ortsteil des Stadtteils Sulzdorf der Stadt Schwäbisch Hall in Baden-Württemberg. Kirchenpatron war der heilige Bartholomäus.

## Geschichte
Die Kirche wurde im Jahr 976 erstmals urkundlich erwähnt und bildete das kirchliche Zentrum von zwölf Orten rechts und links der Bühler. Sie diente bis zur Reformation als Filialkirche von St. Martin in Stöckenburg. Am 6. Mai 1545 hatte das Stift Öhringen die Pfarrei an Hieronymus und Wolf von Vellberg verkauft, die die Reformation durchsetzten. Dadurch wurde sie zur Kirche der „Bühlerpfarrei“ mit Sitz in Vellberg. Dort wohnte nun auch der Pfarrer, der zugleich bis ins Jahr 1807 das Amt des Schlosskaplans in Vellberg inne und musste dort die sonntägliche Frühpredigt in der Schlosskapelle abhalten. Die neuen Herren statteten die Pfarrei mit 1000 fl. Kapital und 20 Gültbauern aus. In den Jahren 1613 und 1782 wurde sie auf 500 Sitzplätze erweitert. Nach der Verlegung der Pfarrei im Jahr 1837 nach Sulzdorf wurde das Bauwerk im Jahr 1863 aufgegeben, versteigert und abgerissen.
In einer Beschreibung des Oberamts Hall aus dem Jahr 1847 heißt es:

„Die Kirche zum heil. Bartholomäus steht auf einem Felsen, in dessen ehmaliger Höhle in ältester Zeit ein Einsiedler gewohnt haben soll […]. Im J. 1473 war Eitel Eberhard v. Eltershofen mit dem Zehenten zu Anhausen von Graf Albrecht v. Hohenlohe belehnt. – Der Ort besteht aus einer Mühle und einem Bauernhof, welche sich in der nächsten Umgebung der Kirche befinden. Diese hat der hiesige Heilige im Bau zu erhalten. Der Altar der Kirche ist mit altdeutscher Malerei und Schnitzwerk mit der Jahrszahl 1506 versehen.“

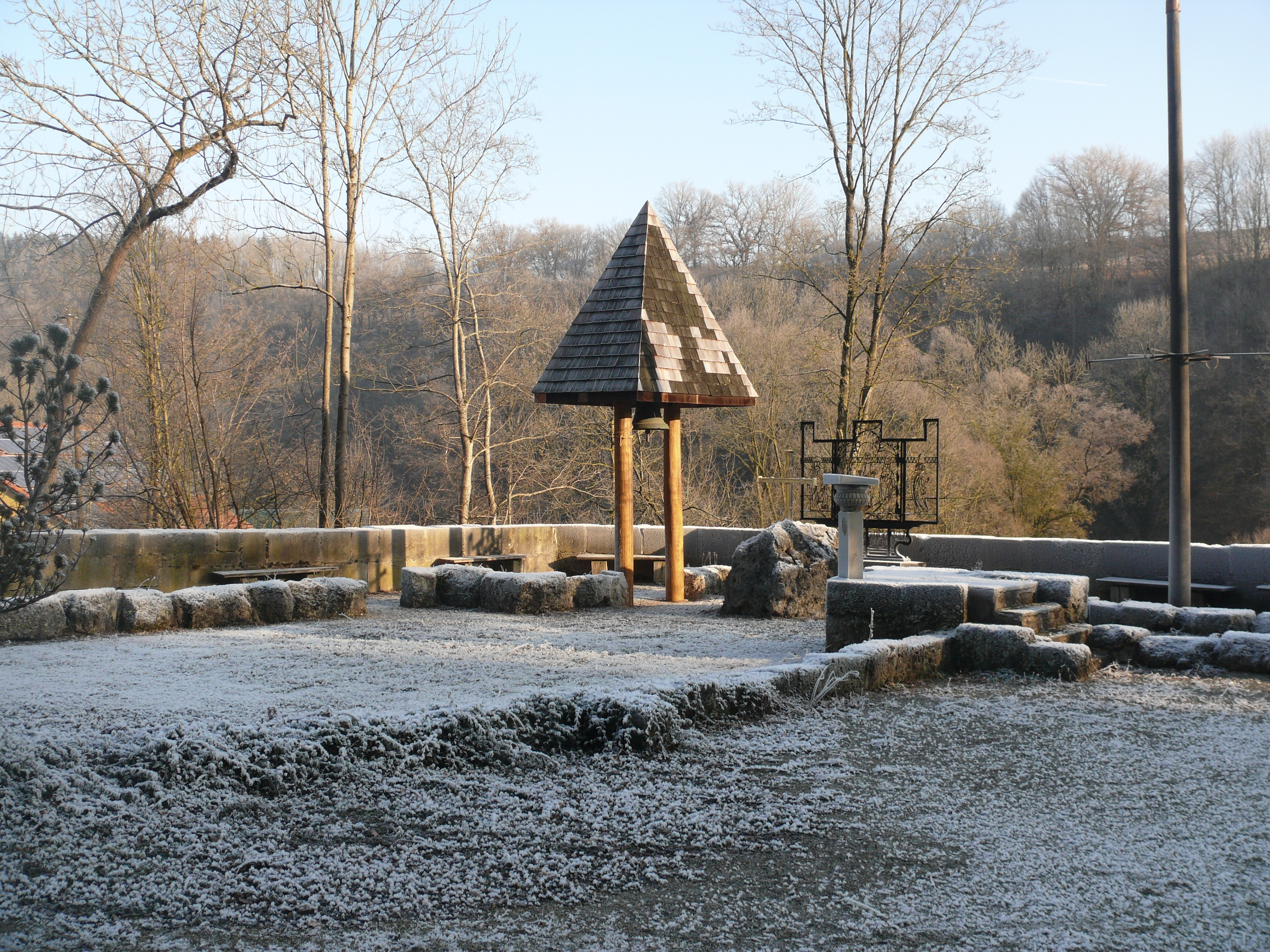
Kirchplatz heute

Eugen Gradmann kommentierte 1907 den über 40 Jahre zuvor erfolgten Abbruch des Gotteshauses:

„Ein köstliches Idyll ist damit zerstört worden.“

Zur 1000-Jahr-Feier erwarb die Evangelische Kirchengemeinde Sulzdorf das alte Kirchengrundstück und ließ hier einen Kirchplatz mit einer niedrigen Umfassungsmauer anlegen. Diese Mauer deutet die alte Raumaufteilung an und ist mit einer steinernen Predigtkanzel ausgestattet. Darunter befinden sich durch Wasser ausgespülte Grotten. Am 24. August 1975 wurde auf der Gedenkstätte erstmals eine Andacht abgehalten.

## Architektur und Ausstattung
Die Kirche war ein einschiffiger Bau mit Fenstern in gotischen Formen. Der Chorturm über dem Chor besaß gedrungene Proportionen und war von einer verschalten Glockenstube mit Pyramidendach abgeschlossen. Oberhalb der Türen waren die Inschriften 1464 und 1613 angebracht. Johann Friedrich Reik (1836–1904) fertigte ein Aquarell der Kirche an.

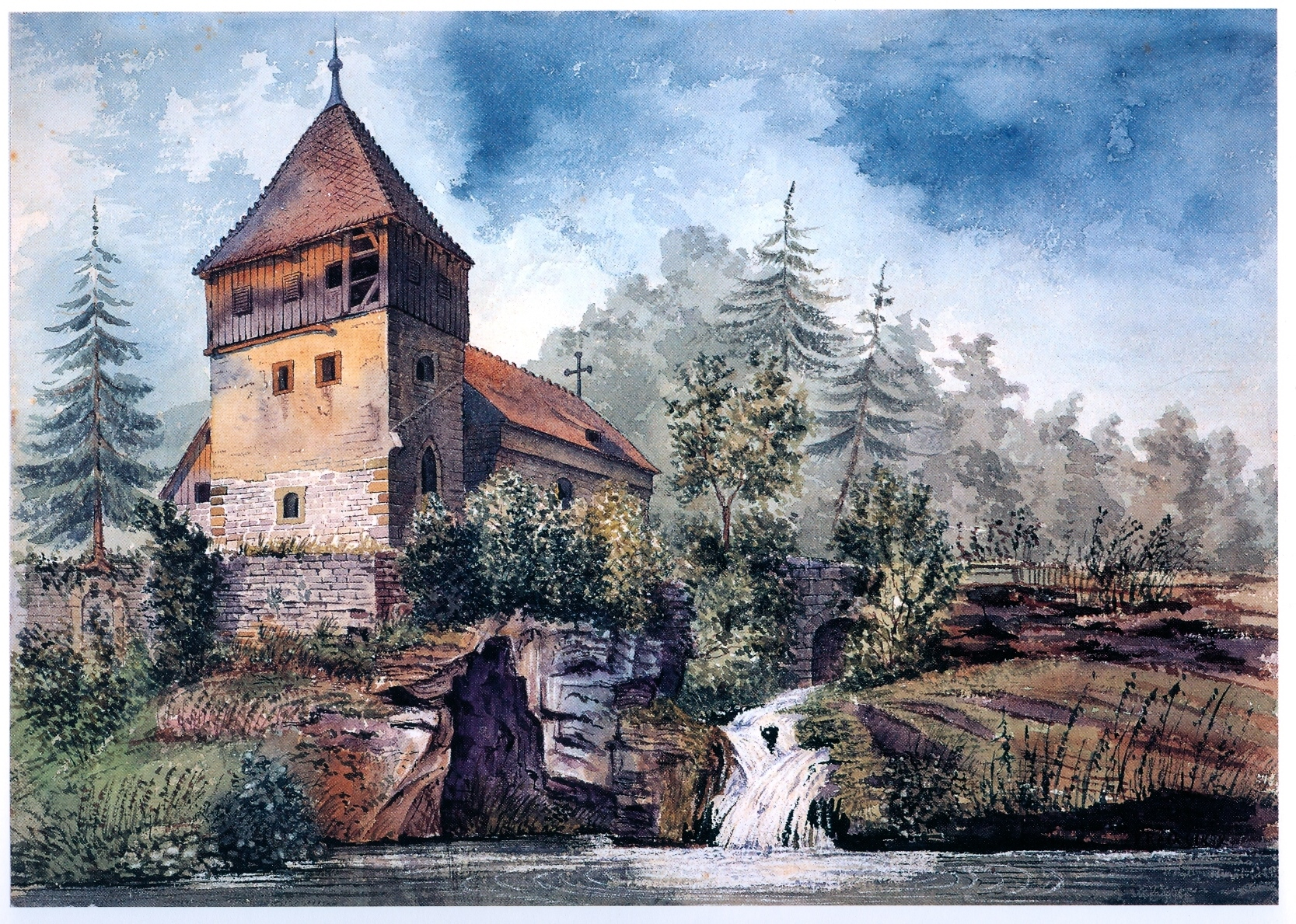
Kirche St. Bartholomäus in Anhausen Aquarell von Johann Friedrich Reik
Ehemaliger Altarschrein der St. Bartholomäus-Kirche

Das Altarretabel aus dem Jahr 1506, das ehemals in der Kirche aufgestellt war, besitzt zwei feste Standflügel mit Tafelmalereien. Die zwei zugehörigen zwei Drehflügel sind außen bemalt und innen mit Relieffiguren versehen. In der Mitte des Schreins befindet sich der Schutzheilige St. Bartholomäus, der sich auch auf der bemalten Außenseite im Bildfeld des linken Flügels befindet. Die Malerei ist stark beschädigt. Der spätgotische Altarschrein befindet sich im Besitz der Staatssammlungen Stuttgart.